# Serie C 2002-2003 (pallamano maschile)
La Serie C 2002-2003 è stata la 21ª edizione del torneo di quarto, ed ultimo, livello del campionato italiano di pallamano maschile.

Esso venne organizzato dai comitati regionali della Federazione Italiana Giuoco Handball.

## Verdetti
| Girone                          | Squadre promosse in Serie B 2003-2004   | Città                                       |
| ------------------------------- | --------------------------------------- | ------------------------------------------- |
| Girone Piemonte e Valle d'Aosta | C.S.E.N. Vercelli                       | Vercelli                                    |
| Girone Lombardia e Liguria      | Pallamano Buccinasco AICS Migliarina    | Buccinasco (MI) La Spezia                   |
| Girone Trentino-Alto Adige      | Bozen (Squadra B)                       | Bolzano                                     |
| Girone Veneto e Friuli          | Trieste (Squadra B) Musile              | Trieste Musile di Piave (VE)                |
| Girone Emilia-Romagna           | Imola (Squadra B del Romagna Handball)  | Imola (BO)                                  |
| Girone Toscana                  | Tavarnelle Libertas La Torre Firenze    | Tavarnelle Val di Pesa (FI) Firenze         |
| Girone Marche e Umbria          | San Benedetto Ascoli (Squadra B)        | San Benedetto del Tronto (AP) Ascoli Piceno |
| Girone Abruzzo                  | Amatori Teramo                          | Teramo                                      |
| Girone Lazio e Umbria           | CUS Cassino Gaeta 84 Ascoli (Squadra B) | Gaeta (LT) Ascoli Piceno                    |